# Claude Lapointe (Illustrator)
Claude Lapointe (* 3. Dezember 1938 in Rémilly, Département Moselle; † 6. Oktober 2024 in Valréas) war ein französischer Illustrator für Kinderbücher.

## Leben
Claude Lapointe studierte von 1962 bis 1963 an der École des Beaux-Arts in Nancy, danach von 1963 bis 1965 an der École des arts décoratifs in Straßburg.
Von 1970 bis 1980 war er Mitarbeiter der französischen Magazine Okapi und Bayard Presse. 
Für den Verlag Éditions Gallimard illustrierte er Werke von Louis Pergaud (Der Krieg der Knöpfe), von Jack London (Ruf der Wildnis), von Mark Twain (Die Abenteuer des Tom Sawyer und Die Abenteuer des Huckleberry Finn), von William Golding (Herr der Fliegen) und von Pierre Gripari (Contes de la rue Broca und Les Contes de la Folie Méricourt).
Claude Lapointe war Gründer der École Supérieure des Arts Décoratifs de Strasbourg.
Er verstarb am 6. Oktober 2024 in Valréas.

## Werke
- Claude Lapointe, Sylvette Guindolet: Mein Skizzenbuch. Zeichnen und Malen lernen. Bloomsbury Kinderbücher & Jugendbücher, Berlin 2007, ISBN 978-3-8270-5261-2.
- Marc Porée (Hrsg.): Mark Twain: Tom Sawyers Abenteuer. Gerstenberg, Hildesheim 2001, ISBN 3-8067-4761-X.
- Louis Pergaud, Claude Lapointe: Der Krieg der Knöpfe. Lentz, München 1979, ISBN 3-88010-052-7.
- Petrina Stein, Claude Lapointe (Illustrationen): Peter Struwwel. Frei nach Heinrich Hoffmanns Struwwelpeter. Sauerländer, Aarau, Frankfurt am Main 1972, ISBN 3-7941-0144-8.

## Auszeichnungen
- 1982: Grand Prix Graphique de Bologne
- 1983: Prix de la Fondation de France